# Virginia Bottomley
Virginia Hilda Brunette Maxwell Bottomley, z domu Garnett (ur. 12 marca 1948 w Dunoon) – brytyjska polityk, członkini Partii Konserwatywnej, minister. Uważana za przedstawicielkę lewego skrzydła partii. Jest członkinią Tory Reform Group.
Jest córką W. Johna Garnetta i Barbary Rutherford-Smith. Wykształcenie odebrała na Uniwersytecie Essex oraz w London School of Economics. Następnie pracowała jako socjolog dla Child Poverty Action Group. Była również sędzią pokoju oraz przewodniczącą Inner London Juvenile Court.
W 1984 r. dostała się do Izby Gmin wygrywając wybory uzupełniające w okręgu South West Surrey. W 1988 r. została młodszym ministrem w resorcie środowiska. W 1989 r. została przeniesiona do ministerstwa zdrowia. W 1992 r. została członkiem gabinetu Johna Majora jako minister zdrowia. Jednocześnie została członkiem Tajnej Rady. W 1995 r. zamieniała tekę ministra zdrowia na stanowisko ministra dziedzictwa narodowego. Na tym stanowisku pozostała do przegranej konserwatystów w wyborach 1997 r.
Jako deputowana opozycji powróciła do tylnych ław parlamentu. Rozpoczęła szerszą działalność charytatywną oraz w sektorze publicznym. Obecnie jest przewodniczącą Odgers Board. W 2005 r. odeszła z Izby Gmin. 24 czerwca otrzymała dożywotni tytuł parowski baronowej Bottomley of Nettlestone i zasiadła w Izbie Lordów.
Od 1967 r. jest żoną Petera Bottomleya, obecnego deputowanego. Małżonkowie mają razem syna i dwie córki.